# Tachyglossidae
Os taquiglossídeos (Tachyglossidae) formam uma família de monotremados, conhecidos popularmente como equidnas ou zaglossos. Vivem na Austrália e na Nova Guiné.
As quatro espécies existentes de Equidnas e o Ornitorrinco são os únicos mamíferos vivos que põem ovos e os únicos sobreviventes da família de monotremados. Uma outra curiosidade a seu respeito é que o pênis dos machos possui quatro cabeças, algo raríssimo entre os mamíferos.
A dieta de algumas espécies dessa família consiste de formigas e cupins. Os Equidnas evoluíram entre há 20 e 50 milhões de anos, descendendo de um monotrêmio parecido com um ornitorrinco. Este ancestral era aquático, mas os equidnas adaptaram-se à vida em terra.

## Descrição
A equidna (pronúncia: /ekidna/) assemelha-se exteriormente a um ouriço, com o corpo coberto de espinhos e pelagem crespa. Os adultos medem em média 30 cm de comprimento e têm um focinho alongado característico. A boca é pequena e não tem dentes; em compensação, as equidnas têm uma língua comprida e pegajosa, com a qual apanham as formigas e térmitas (cupins, no Brasil) que são a sua principal fonte de alimento (assemelhando-se ao tamanduá ou ao urso-formigueiro).
A equidna é um animal solitário e de hábitos noturnos. Evita contacto com outros membros da sua espécie fora da época de reprodução. Não são territoriais, vagueando constantemente em busca de alimento. O seu sentido da visão é extremamente apurado. Quando se sentem em perigo, as equidnas enrolam-se sobre si próprias para proteger a barriga com a parte espinhosa. Podem também escavar um buraco com rapidez, conseguindo enterrar-se totalmente em pouco tempo.
Como os outros monotremados, as fêmeas põem ovos em vez de dar à luz as crias, cerca de vinte dias depois da fecundação. Os ovos são incubados numa bolsa situada na zona ventral da fêmea. Após cerca de 10 dias, os ovos chocam e as crias alimentam-se de leite materno, que sugam através de poros. Ao contrário dos outros mamíferos, as fêmeas da equidna, como as do ornitorrinco, não possuem mamilos.
As equidnas são animais bastante adaptáveis ao meio ambiente: as populações residentes em zonas montanhosas hibernam no Inverno enquanto que as que vivem em zonas desérticas estão pouco activas no Verão.

## Taxonomia
As equidnas estão classificadas em três géneros:

### Zaglossus
As três espécies existentes deste género são endémicas da Nova Guiné. São raras e caçadas para servirem de alimento. Procuram por insectos e minhocas no chão da floresta. As espécies são:
- A equidna-de-bico-longo-ocidental (Zaglossus bruijni)
- A equidna-de-attenborough (Zaglossus attenboroughi)
- A equidna-de-bico-longo-oriental (Zaglossus bartoni), com quatro subespécies identificadas.

Existem ainda duas espécies fósseis:
- Zaglossus robustus
- Zaglossus hacketti

### Tachyglossus
- o equidna-ouriço (Tachyglossus aculeatus) é a única espécie deste género e pode ser encontrada na Nova Guiné e em quase todos os habitats australianos.

### Megalibgwilia
O gênero Megalibgwilia só é conhecido através de fósseis.
- Megalibgwilia ramsayi conhecido através de camadas do Pleistoceno na Austrália.
- Megalibgwilia robusta conhecido através de camadas do Mioceno na Austrália.